# Maginot-vonal

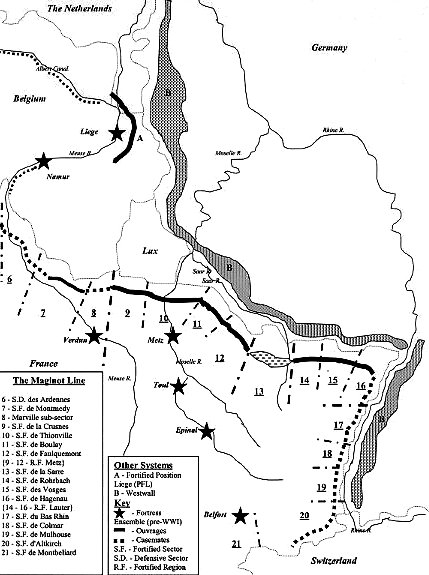
A Maginot-vonal egy szakaszának térképe

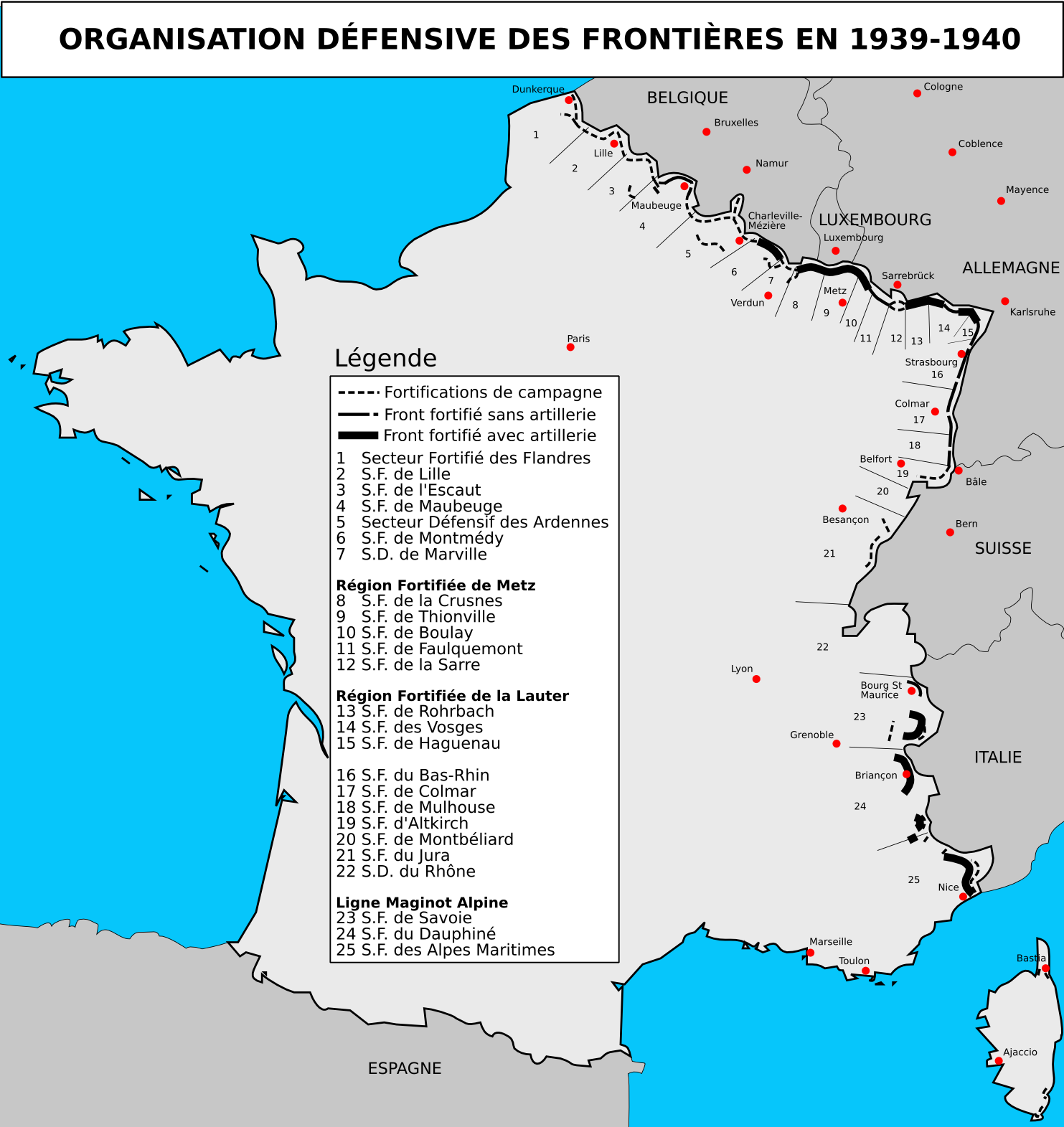
A Maginot-vonal teljes hosszában

A Maginot-vonal ([maʒi'noː]) André Maginot (1877–1932) francia hadügyminiszter javaslatára 1927–1932 között a francia–német, az olasz–francia és a francia–luxemburgi határon épült, védelmi célokat szolgáló, korszerű erődrendszer. Teljes hossza 350 km, költségvetése összesen ötmilliárd frank volt, annak ellenére, hogy a francia parlament eredetileg hárommilliárdot szavazott meg e célra. A kor általános gondolata volt az erődvonal-rendszer kiépítése, amivel elkerülhetőnek tartották az első világháború megismétlődését. Minden más európai védővonalnál erősebb, korszerűbb volt, főleg az Elzász-térségben. Az általában 2 km mélységű védvonal itt elérte a 20 km mélységet is. Erődökből és az erődök között húzódó föld alatti járatrendszerből, valamint az ezeket ellátó hátországi infrastruktúrából állt. Az erődök alsó szintjein képezték ki a legénységi körleteket, kórházakat, lőszerraktárakat. Kétféle erődítmény (tüzérségi és gyalogsági) létezett, valamint a kazamatának nevezett kisebb helyiségek. Egy-egy erődvonal védekezését egy fő erőd tartotta kézben, amelyet akár 100 méter mélységbe is süllyesztettek.

## Története
A porosz–francia háborúban elszenvedett francia vereséget követően a kormány hozzálátott, hogy erődépítésekkel erősítse meg az ország önbecsülését és védelmi erejét. Összefüggő védelmi rendszer helyett csak kisebb erődövek épültek ki a fontos ipari városok körül. Ezeket az első világháborúig folyamatosan fejlesztették, ám a háború kezdeti időszakában úgy tűnt, az erődök nem vehetik fel a harcot a modern fegyverekkel. A Liège környéki belga erődöket napok alatt pusztította el a németek tüzérsége, majd Fort Manoviller is hasonló sorsra jutott 1914 augusztusában. A verduni csata azonban ennek ellenkezőjét bizonyította: a németek könnyedén elfoglalták Fort Douaumont erődjét, visszafoglalása pedig hónapokba telt és hatalmas francia emberáldozatot követelt, annak ellenére, hogy a tüzérség hevesen lőtte azt. Fort Vaux pedig egyetlen 75 mm-es tüzérségi kupolájának elvesztése után is hosszú ideig kitartott. Ez bizonyította, hogy az erődítményeknek továbbra is fontos szerep juthat a modern harcászatban.
A sok emberáldozatot követelő világháború befejeződése után az ország és Európa lakossága a leszerelés és a béke mellett állt. A francia vezérkar úgy kívánta ezt végrehajtani, hogy a leszereléssel együtt az ország hadi potenciálja is megmaradjon. A Ferdinand Foch marsall által támogatott elképzelés a támadó háborút részesítette előnyben Németország újabb fenyegetése esetén, míg a másik elképzelés a védelem megerősítésében látta a megoldást, Verdun példájából kiindulva. Utóbbiak felismerték az överődök azon gyengeségét, hogy azok nem rendelkeznek megfelelő levegőztető berendezésekkel a gáztámadások ellen. Demográfiai érveket is felhoztak elképzelésük támogatására: Franciaország lakossága 40 millió, Németországé pedig 70 millió fő volt, és a németek növekedési rátája is magasabb volt, így a számításaik szerint az ország az 1930-as évekre nem tudott volna elegendő katonát harcba küldeni a németek ellen.
A francia hadügyminisztérium 1920 márciusában rendelte meg az első tanulmányt a német határ védelméről, májusban pedig Joffre marsall olyan dokumentumot készített el, amelyben erődvonal építésére tett javaslatot az Alpoktól a La Manche csatornáig. Az elképzelés az volt, hogy a független överődök a határ mentén feltartják ellenséges erőket, amíg a francia mozgósítás végbemegy. 1921-ben Henri Philippe Pétain módosított javaslatot nyújtott be, amely szerint erődítményekre csak a német–francia határon van szükség, mivel az Ardennek természetes terepakadály, és Belgium szövetséget kötött a franciákkal 1920-ban. 1922-ben a hadügyminisztérium Joffre marsall vezetésével felállította a Commission de Défense du Territoire-t, hogy dolgozzanak ki terveket. Joffre a független nehéz överődöket támogatta, míg Pétain marsall könnyű erődök vonalát képzelte el, amely mögött motorizált egységek várakoznak, hogy visszaverjék a támadókat. A bizottság végül egy vegyes megoldás mellett döntött, ahol a folyamatos védelmi vonalat nehéz erődök alkotják.
1926-ban új bizottságot hoztak létre Commision de Défense des Frontičres néven a konkrét tervek kidolgozására, amelynek irányításával Adolphe Guillaumat tábornokot bízták meg. A javaslatoknál felmerült az olasz–francia határ erődítésének ötlete is. A tervezési folyamat azonban csak akkor gyorsult fel, amikor Paul Painlevét André Maginot váltotta fel a hadügyminiszteri székben. Ő felkarolta a Maginot-vonal ötletét, a béke megőrzésének szimbólumaként kezdte népszerűsíteni, amely már puszta létével is elrettenti az ellenséget a támadástól. Ez a kampány nagy sikert ért el az emberek békevágyának, illetve az 1929-es nagy gazdasági világválságnak köszönhetően, hiszen egy nagy építkezés számos munkalehetőséget kínált a munkanélkülieknek. 1929-ben a kormány 2,5 milliárd francia frankot hagyott jóvá az építkezésekre. Tette ezt annak ellenére, hogy az ellenzők között voltak Reynaud és De Gaulle. De Gaulle azon a véleményen volt, hogy inkább repülőgépekre és tankokra kellene a pénzt költeni, amelyek az I. világháború végén már komoly szerepet játszottak.
Az 1927-es tervek alapján 1930-ban kezdődött meg a tényleges építkezés a hackenbergi tüzér-erőddel. 19 blokk és 10 km folyosó építése után, 1933-ban állt hadrendbe. Ez az erőd 1939-től teljes készültségben állt, végül harc nélkül adta meg magát. A környező tüzérségi kiserődök 135 mm-es tarack-lövegeket kaptak. Az erődök betonfalát 150 mm-es nehézlövegek közvetlen találatához méretezték. A tényleges kivitelezés egyes szakaszokon még 1940-ben is folyamatban volt.
Felépült 142 darab nagyerőd, 352 darab kazamata, 78 darab gyalogsági óvóhely, 17 megfigyelőközpont és körülbelül 5000 gyalogsági szállás.

## Hadászati célok
- Őrség és határőrizet a váratlan támadások elkerülésére, illetve riasztás a bekövetkezte esetén
- Két vagy három hétig feltartani a támadó hadsereget, amely idő alatt a francia hadsereg mozgósítása megtörténik
- Elzász és Lotaringia közvetlen védelme
- Erősítések és tartalékok képzése
- Az ellenség elterelése Svájc vagy Belgium felé, ahol könnyebb a védekezés

## Kiépítése
A Maginot-vonal 20–25 km mélységben kiépített védelmi rendszer. Határőrállomások, kommunikációs központok, gyalogos fedezékek és torlaszok, tüzérségi állások, géppuska-fészkek, raktárak és azok infrastrukturális tartozékai, megfigyelőpontok alkották a vonalat.
16 rétegű szerkezet állt elő:
1. Első vonal: határőrizet. Álcázott legénységi szállások alkották, amelyek meglepetésszerű támadás alkalmával az első ellenlökések végrehajtását végezték volna. Az ellenséges harcjárművek ellen előkészített robbanóanyagok és barikádok álltak rendelkezésre;
2. Második vonal: átlagban 5 km-es mélységű, páncélelhárító eszközökkel felszerelt sáv. Feladata az ellenséges kibontakozás lassítása volt;
3. Fővonal: körülbelül 10 km-re kezdődött a határtól. Két méteres mélységben földbe ásott, abból 0,7-1,4 méter magasan kiálló acélrudak hálózatával kezdődött, amely újfent harckocsiakadályként funkcionált. Ezeket mindenhol telepítették, ahol a vonal nem rendkívüli sűrűségű erdők, vagy járhatatlan mocsarak mentén húzódott. A harckocsiakadályokat rögtön követte a gyalogsági akadály is, amely nagyon sűrű szögesdrótból állt;
4. Gyalogsági bunkerek, amelyek géppuskák, gépágyúk és 25, 37 vagy 47 mm-es páncéltörő lövegek elhelyezésére szolgáltak. Egyes erődök csak nyugati, mások nyugati és keleti irányban is rendelkeztek kilövési lehetőséggel. 20-30 fős egységek befogadására alkalmas, jellemzőjük a tetejükön lévő kiemelkedés, ahol a periszkópot és a gépfegyvereket helyezték el. E páncéltornyok behúzható és rögzített változatban is készültek;
5. Petits Ouvrages – 100-200 fő elhelyezésére szolgáló épületek, amelyekben a páncélos alakulatokat támogató gyalogság elleni erők voltak, akik a nagy erődök között alagutak segítségével szabadon közlekedtek;
6. Ouvrages – A Maginot-vonal fő erődítményei, 500-1000 fős személyzettel, nehéztüzérséggel és ellátó raktárakkal;
7. Megfigyelőpontok az erődök lövegeinek tűzvezetéséhez;
8. Telefonhálózat az összes erőd között;
9. Gyalogsági óvóhelyek: 500-1000 méterre a főerődök vonalától létesített, 200-250 főt befogadó épületek, amely az esetleges visszavonulás alkalmával tartalékokkal szolgált, és lehetőséget adott az ellentámadásokra;
10. Árvíz-övezetek: a lehetőségek szerint újabb természetes akadályként a folyók, folyamok árvizes területei mentén települtek az erődvonalak;
11. Biztonsági útvonalak az erődök között;
12. Raktárak és ellátó útjaik;
13. Lőszerraktárak és útjaik;
14. Keskeny nyomtávú vasúthálózat 50 km-es körzetben az ellátás biztosítására;
15. Nagyfeszültségű elektromos hálózat;
16. Vasúti tüzérség az első vonalak hatékony támogatására.

## Eredményessége
A második világháború idején kiderült, hogy feleslegesen pazarló katonai beruházás volt. Bár elterjedt nézet, hogy 1940-ben a német hadsereg a Maginot-vonal megkerülésével támadta meg és rohanta le Franciaországot, a valóságban a Maginot vonal a svájci határtól a tengerpartig húzódott, ezért nem lehetett megkerülni, bár kiépítettségének mértéke váltakozó volt területenként. A német haderő ködösítés, beszivárgó rohamutászok, előre gyártott formázott töltetek, a nehéztüzérség, légierő és esetenként ejtőernyősök alkalmazásával a Belga védelmi vonal állásait és a Maginot erődöket a korabeli elvárásokhoz képest könnyedén tudták leküzdeni. 

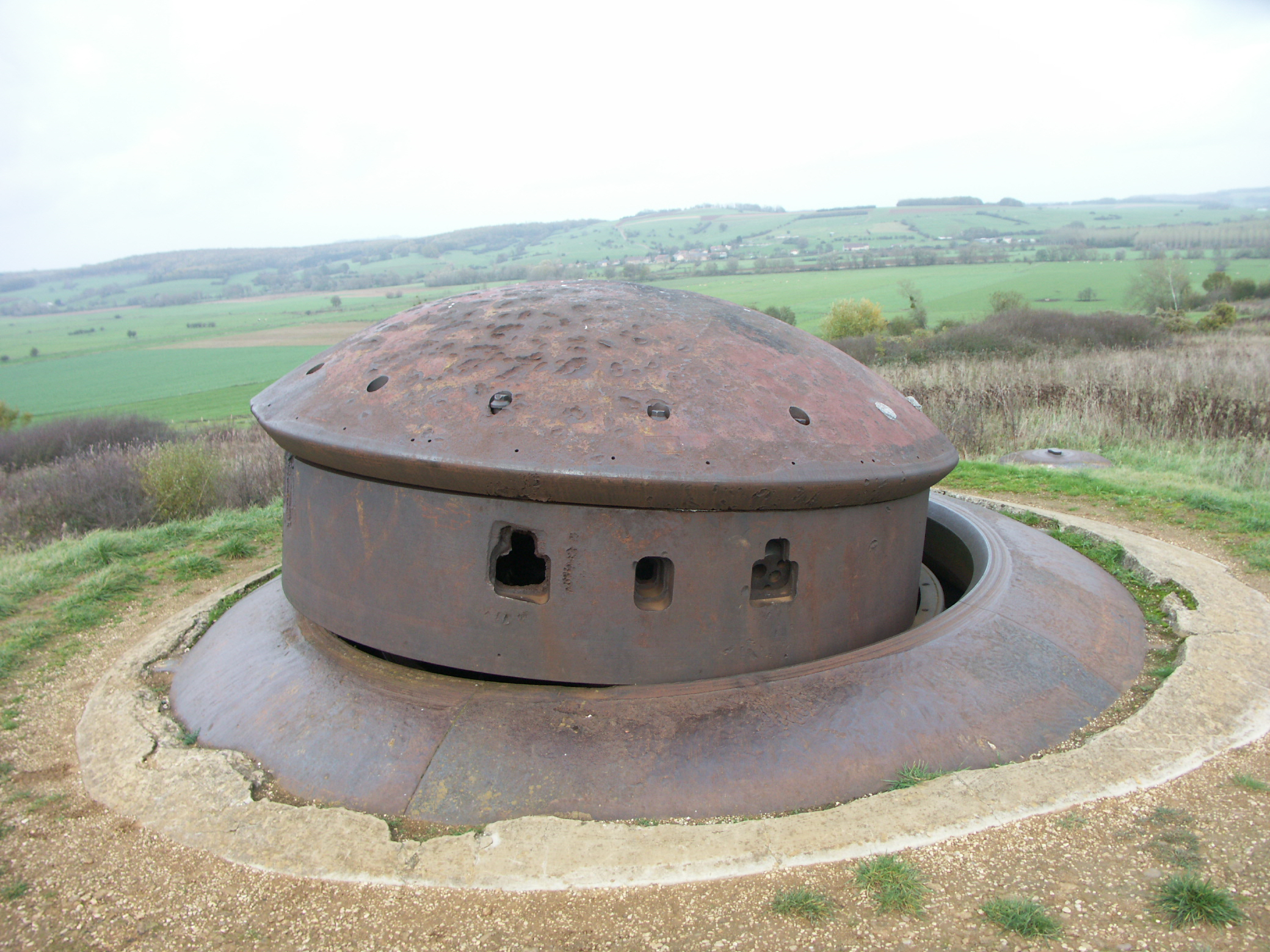
Az Ouvrage La Ferté (Sedan közelében) erőd sérülten megmaradt lövegtornya. A 14.5 millió frankba került erődöt a 71. Német Gyaloghadosztály utászcsapata foglalta el.

A német haderő a Belga-Holland területekről végrehajtott fő Maubeuge-környéki betörés mellett áttörte a fő védelmi vonalat La Ferténél,  St. Avold és Saarbrücken között négy ponton, a Vogézek területén, valamint Colmar és Strasbourg városoknál. Összegezve tehát a Maginot vonalat nem csak a gyenge pontjain, de a jól kiépített és teljes értékű szakaszain is napok alatt képes volt legyőzni a német haderő, ha rendelkezésre álltak a szükséges műszaki alakulatok. A franciák 1940 júniusában kapituláltak, a legtöbb erődítmény tényleges harc nélkül, elvágva utánpótlásától megadta magát. Ahol mégis harcra került sor, ott a németek több különböző módszert alkalmazva küzdötték le az ellenállást:
- ködösítés (mesterséges füstképzés) után jól képzett műszaki katonák a bunkerek közelébe kúsztak, ahol hosszú farudakra szerelt formázott robbanótöltetekkel rombolták a kupolákat és lőréseket;
- ahol lehetett, a bunkerek megfigyelőréseit tömítették, az így képzett holtterekben átvonulva hátulról támadták a páncéltörő lövegek a bunkerek hátsó bejáratait;
- ejtőernyősökkel a francia katonákra robbantották az egész építményt, kihasználva a szellőzőnyílások, illetve periszkópok adta lehetőségeket;
- ahol lehetett, eltömítették a szellőzőket és a francia katonák inkább megadták magukat, minthogy megfulladjanak;
- a franciák leginkább ott tudtak hatásosan ellenállni, ahol az erődvonal nem készült el teljesen, mert a megmaradt lövészárkok ellen a németek csak tömeges páncélostámadással lehettek sikeresek.

A francia hadvezetés 1940-ben még mindig az első világháborús doktrínákat alkalmazta, mozgóháborút elképzelni sem tudtak, és harckocsijaikat (amelyek egyébként néhány szempontból felülmúlták a német harckocsikat) csak a gyalogság támogatására használták. Az erődrendszert kizárólag tömeges támadások visszaverésére tervezték, de sebezhetőek voltak a beszivárgó rohamutászokkal, ejtőernyősökkel és műszaki csapatokkal szemben.

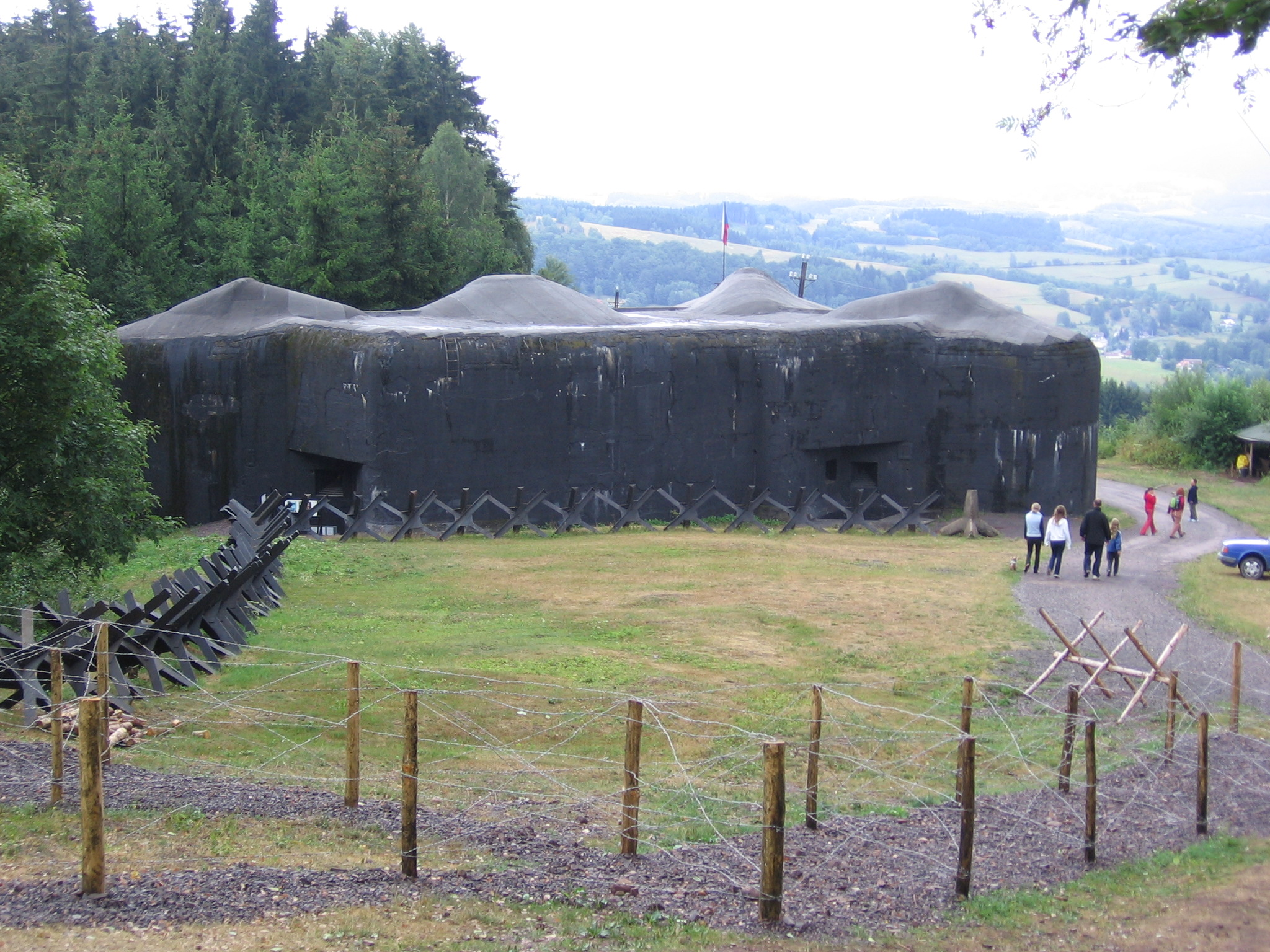
T-S 73 jelű Csehszlovák erőd. Az erődrendszer nehéz bunkereit Francia mintára tervezték.

## Hatása a más államok doktrínáira
A Maginot-vonal a harmincas évek első felében tökéletes és áttörhetetlen védelmi rendszernek tűnt a katonai szakértők jelentős részének szemében. Ennek megfelelően az időszakban országerődítések kiépítésébe kezdő államok azt igyekeztek másolni, saját földrajzi adottságaikhoz és anyagi lehetőségeikhez adaptálva a rendszert. A romániai Károly-vonal és a csehszlovák erődrendszer nem csak általános értelemben, de esetenként az egyes nehéz-szerkezetű erőd-elemek konkrét terveit tekintve is nagymértékben alapozott a francia védelmi objektumokra. Hasonló elvek szerint készült továbbá az olasz Vallo Alpino, a jugoszláv védelmi rendszer, a görög Metaxász-vonal és a Sztálin-vonal. A pazarló és drága, nehezen fenntartható erődrendszerek nem váltották be tehát a hozzájuk fűzött reményeket: ugyanolyan gyorsan elestek, mint a Maginot-vonal megtámadott erődjei. Egy részük pedig diplomáciai okból (Bécsi döntések) feleslegessé vált.
Az erődrendszer (valamint később a szovjet és görög vonalak) sikertelenségét a korabeli magyar hadvezetés a következőkben látta:
- a túl drága és hatalmas bunkereket lehetetlen álcázni, ezért túl nyilvánvaló célpontok, amelyeket ködösítéssel könnyen hatástalanítani lehetett;
- az erődök tetőszerkezete és falai nem, de lőrései sebezhetőek, a korabeli nagy tűzgyorsaságú páncéltörő ágyúk és gépágyúk hatására;
- az erődök közötti műszaki akadályokat közvetlen gyalogság nem védte a műszaki csapatoktól, volt, ahol órákig sem tartott átjárót nyitni rajtuk;
- ahol a műszaki akadályokat (különösen harckocsi-árkok) lövészárkok fedezték, ott a németek hatalmas veszteségekkel sem tudtak áttörni;
- a bezártságérzet csökkentette a védők morálját, a szellőzés hibája pedig lehetetlenné tette a védelmet, a bunkerekbe zárt csapatokat nem lehetett átcsoportosítani;
- túl nagy volt az erődök élőerő-igénye, ezért a hadsereg mobil csapatainak létszámát aránytalanul lekötötte;
- az erődök állaga gyorsan romlik a pára és víz hatására, ezért folyamatosan működtetni kell az erődöket, amely nagy terheket ró a nemzetgazdaságokra.

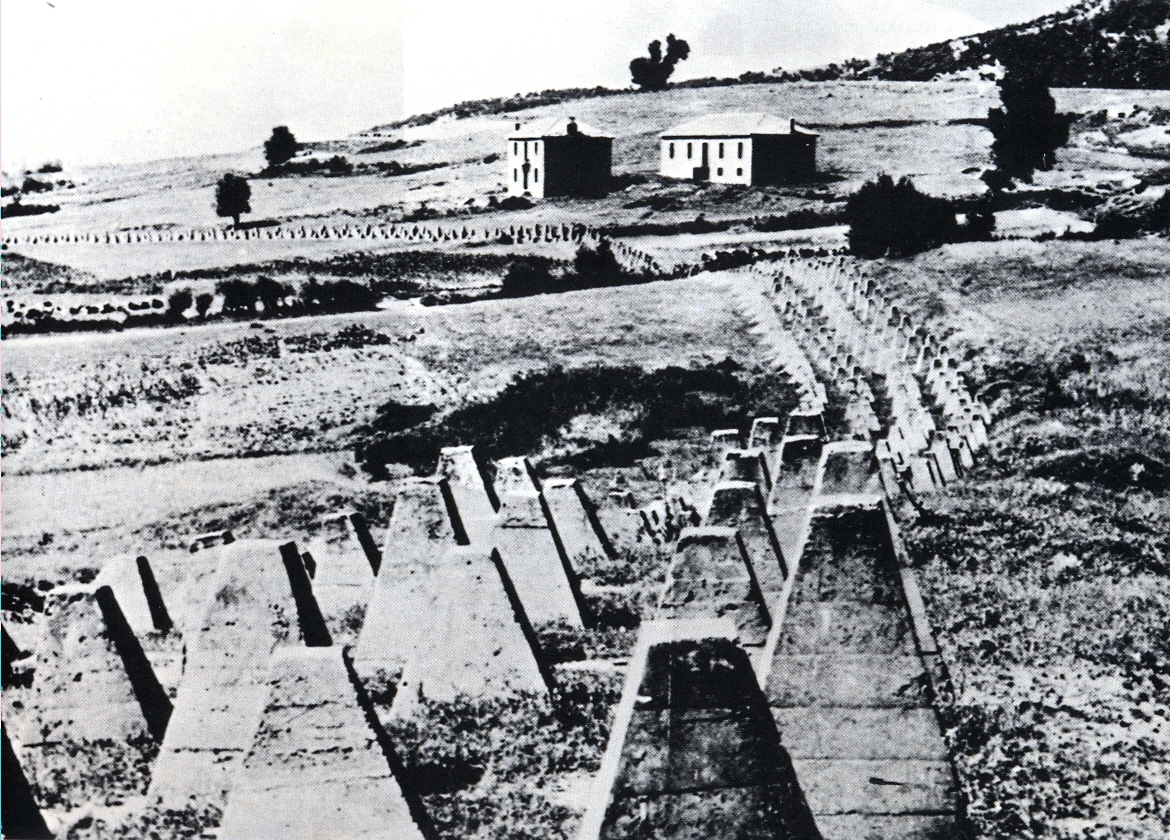
A Metaxász-vonal harckocsiakadálya 1941-ben.

Fontos kiemelni, hogy a csehszlovák és román védelmi vonalak ellen a Magyar Királyi Honvédség önállóan szinte azonos módszertant dolgozott ki, mint amit a németek alkalmaztak. Ezen elképzeléseket előzetesen modellezték, és szimulált harcokban tesztelték. Összességében tehát az ú.n. Maginot-tipusú erődrendszerek ellenszerét a hadtudomány a harmincas évek végére kidolgozta.
Ezzel szemben a Mannerheim-vonal lövészárkaival, harckocsi-akasztó gúláival és leginkább csak óvóhelyként szolgáló bunkereivel kimondottan sikeresnek bizonyult, mivel nem voltak a szovjet nehéztüzérség számára nyilvánvaló célpontul szolgáló nagyméretű objektumok a rendszerben és a lövészárkokban, kisebb géppuska- és lövegfészkekben harcoló csapatokat át lehet csoportosítani az ellenség fő támadási pontjaira.
A tapasztalatok alapján az Árpád-vonal tervezetét jelentősen átdolgozták, kiterjedt, ágyúkkal ellátott kazamaták helyett gúlasorokra, harckocsiárkokra, szögesdrót-mezőkre és az azokat fedező lövészárok-rendszerekre támaszkodó rugalmas védelemre alapozott körkörösen védhető állásokat képeztek, amelyek tökéletesen illeszkedtek a környezetükbe, annak minden adottságát kihasználva.

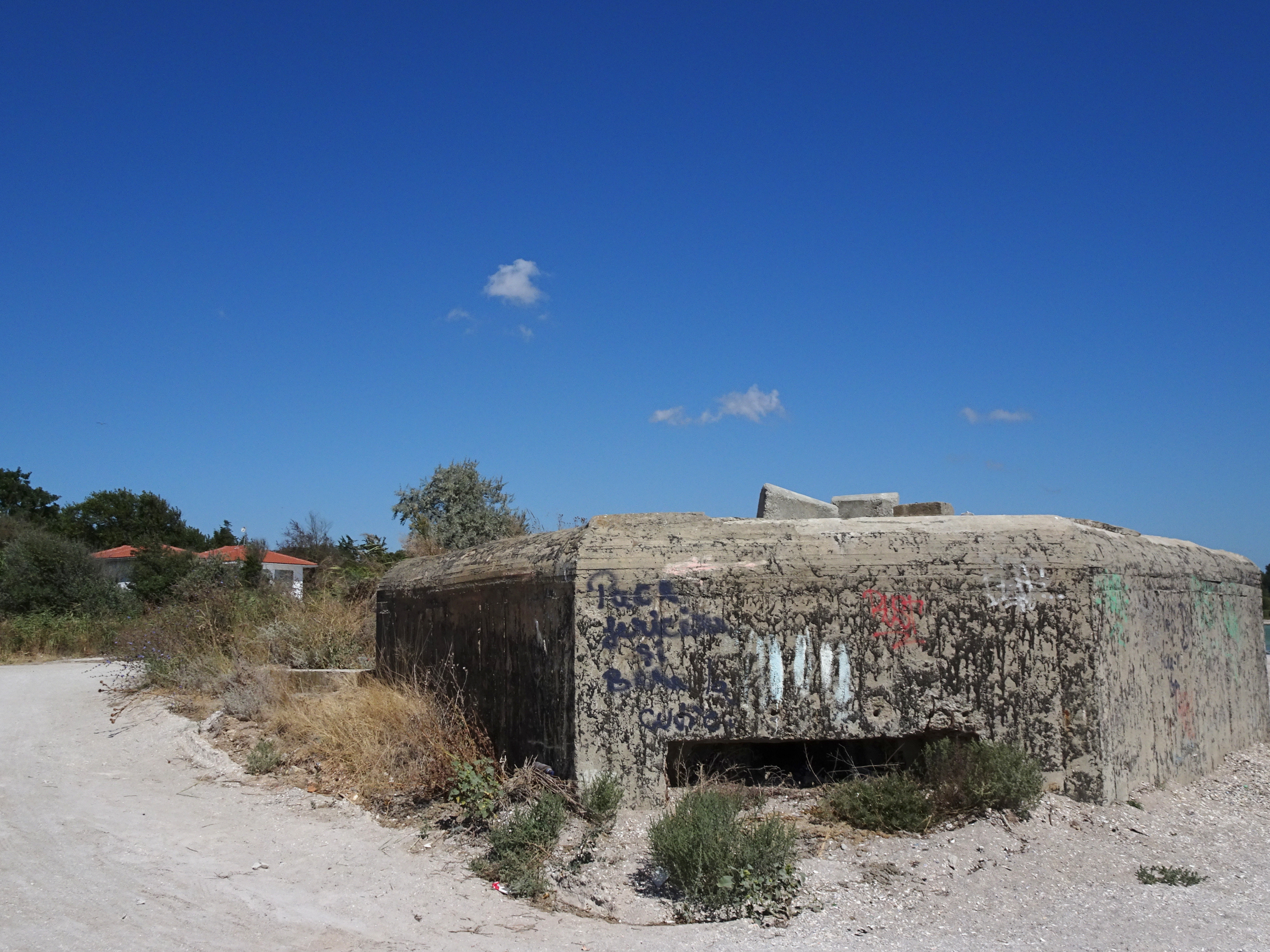
Elhagyott román bunker a világháború időszakából.

## Képgaléria

### Merev lövésztornyok

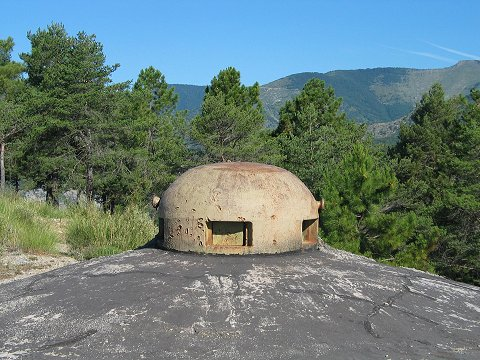
GFM
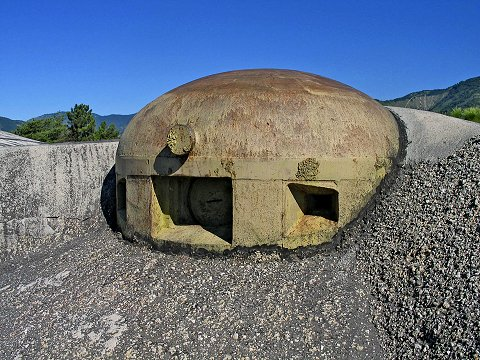
JM
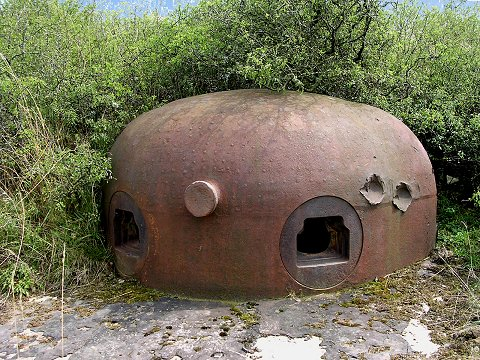
AM
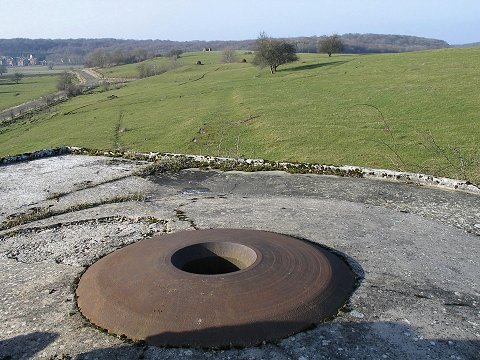
LG
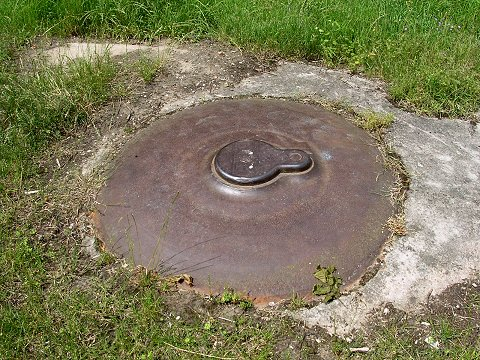
VP
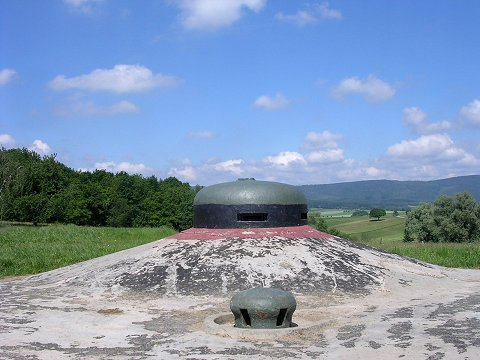
VDP

### Behúzható tornyok

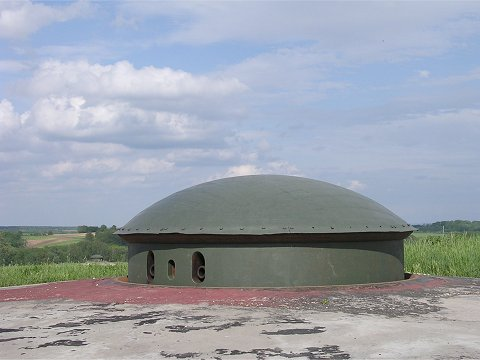
75 mm-es torony, M1932
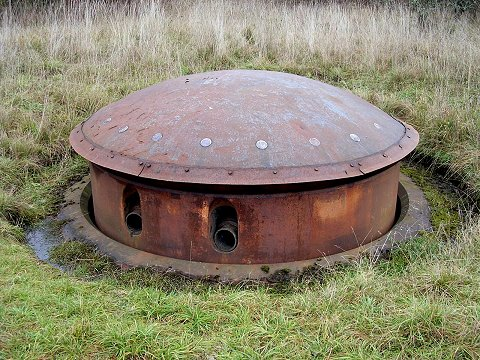
135 mm-es torony
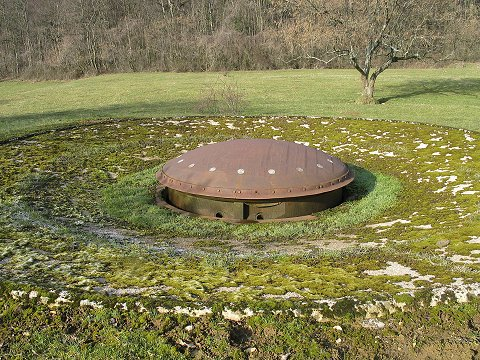
81 mm-es torony
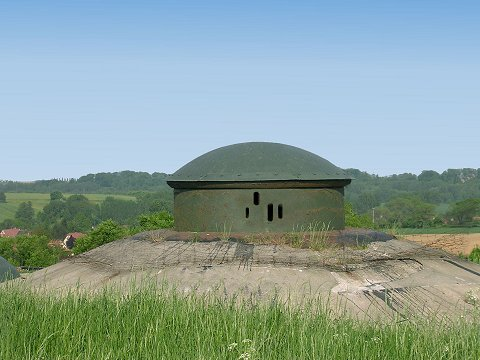
Géppuskatorony
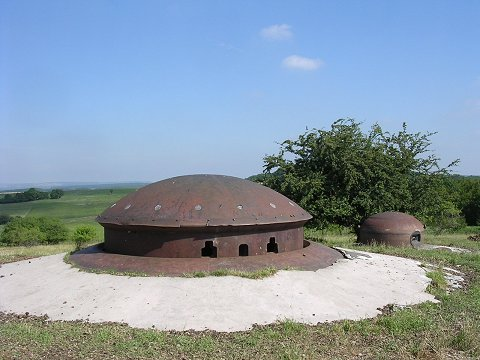
AM-torony (vegyes fegyverzettel)